# Saint-Aignan-sur-Roë
Saint-Aignan-sur-Roë [sɛ̃t‿ɛɲɑ̃ syʁ ʁo] est une commune française située dans le département de la Mayenne en région Pays de la Loire, peuplée de 934 habitants.
La commune fait partie de la province historique de l'Anjou (Haut-Anjou).

## Géographie
La commune est située dans le sud-Mayenne en région Pays de la Loire.

### Climat
Pour des articles plus généraux, voir Climat des Pays de la Loire et Climat de la Mayenne.
En 2010, le climat de la commune est de type climat océanique altéré, selon une étude du CNRS s'appuyant sur une série de données couvrant la période 1971-2000. En 2020, Météo-France publie une typologie des climats de la France métropolitaine dans laquelle la commune est exposée à un climat océanique et est dans la région climatique  Bretagne orientale et méridionale, Pays nantais, Vendée, caractérisée par une faible pluviométrie en été et une bonne insolation. 
Pour la période 1971-2000, la température annuelle moyenne est de 11,5 °C, avec une amplitude thermique annuelle de 13,6 °C. Le cumul annuel moyen de précipitations est de 733 mm, avec 12,4 jours de précipitations en janvier et 6,6 jours en juillet. Pour la période 1991-2020, la température moyenne annuelle observée sur la station météorologique de Météo-France la plus proche, sur la commune de Ballots à 9 km à vol d'oiseau, est de 11,8 °C et le cumul annuel moyen de précipitations est de 782,1 mm,. Pour l'avenir, les paramètres climatiques de la commune estimés pour 2050 selon différents scénarios d'émission de gaz à effet de serre sont consultables sur un site dédié publié par Météo-France en novembre 2022.

## Urbanisme

### Typologie
Au 1er janvier 2024, Saint-Aignan-sur-Roë est catégorisée bourg rural, selon la nouvelle grille communale de densité à sept niveaux définie par l'Insee en 2022.
Elle est située hors unité urbaine et hors attraction des villes,.

### Occupation des sols
L'occupation des sols de la commune, telle qu'elle ressort de la base de données européenne d’occupation biophysique des sols Corine Land Cover (CLC), est marquée par l'importance des territoires agricoles (87,4 % en 2018), une proportion sensiblement équivalente à celle de 1990 (87,8 %). La répartition détaillée en 2018 est la suivante : 
terres arables (55,3 %), zones agricoles hétérogènes (24,5 %), forêts (9,6 %), prairies (7,6 %), zones urbanisées (3 %). L'évolution de l’occupation des sols de la commune et de ses infrastructures peut être observée sur les différentes représentations cartographiques du territoire : la carte de Cassini (XVIIIe siècle), la carte d'état-major (1820-1866) et les cartes ou photos aériennes de l'IGN pour la période actuelle (1950 à aujourd'hui).

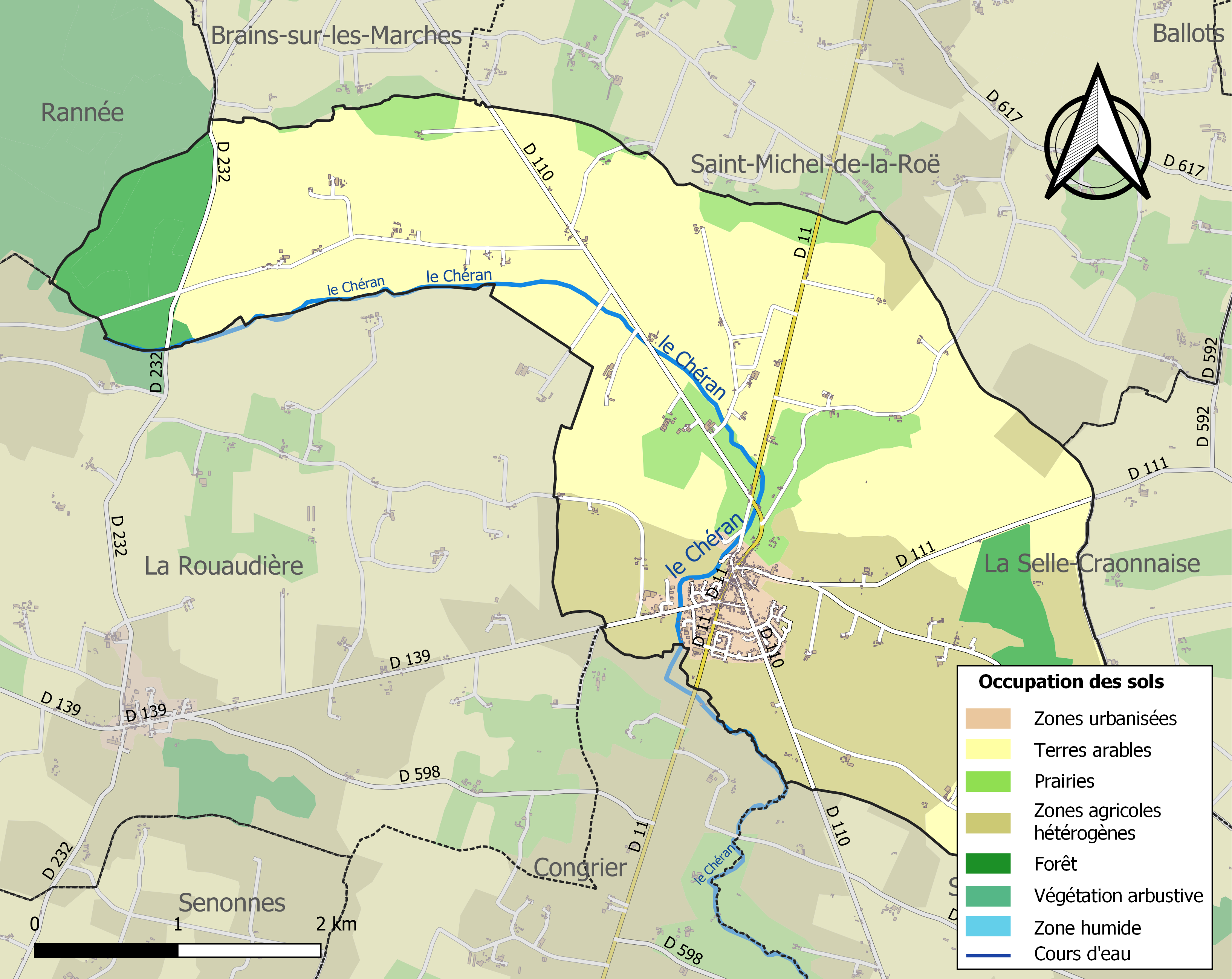
Carte des infrastructures et de l'occupation des sols de la commune en 2018 (CLC).

## Histoire
Au Moyen Âge puis sous l'Ancien Régime, le fief de la baronnie angevine de Craon dépendait de la sénéchaussée principale d'Angers et du Pays d'élection de Château-Gontier.
Le chartrier de la Roë rédigea une charte au XVe siècle afin de faire valoir les intérêts du seigneur de Brécharnon (situé en Saint-Michel), attribuant à son ancêtre Albéric, vivant en 1119, la fondation de la paroisse de Saint-Aignan.
La famille de Saint-Aignan, seigneurs de la Chevrie, dont le manoir aujourd'hui disparu se trouvait dans le bourg, était vassale du seigneur de Brécharnon.
L'ancienne église fut démolie en 1843, afin d'être remplacée en 1855 par un édifice de plus grande taille, dédié à saint Aignan d'Orléans.

## Politique et administration
| Période                                  | Période    | Identité              | Étiquette | Qualité            |
| ---------------------------------------- | ---------- | --------------------- | --------- | ------------------ |
| (avant 2001)                             | mars 2008  | Albert Blavet         |           |                    |
| mars 2008                                | avril 2014 | Jean-Claude Rossignol |           |                    |
| avril 2014                               | En cours   | Loïc Pène             |           | Employé des Postes |
| Les données manquantes sont à compléter. |            |                       |           |                    |

## Population et société

### Démographie
L'évolution du nombre d'habitants est connue à travers les recensements de la population effectués dans la commune depuis 1793. Pour les communes de moins de 10 000 habitants, une enquête de recensement portant sur toute la population est réalisée tous les cinq ans, les populations de référence des années intermédiaires étant quant à elles estimées par interpolation ou extrapolation. Pour la commune, le premier recensement exhaustif entrant dans le cadre du nouveau dispositif a été réalisé en 2007.
En 2022, la commune comptait 934 habitants, en évolution de +4,59 % par rapport à 2016 (Mayenne : −0,73 %, France hors Mayotte : +2,11 %).
| 1793 | 1800 | 1806 | 1821 | 1831 | 1836 | 1841 | 1846 | 1851 |
| ---- | ---- | ---- | ---- | ---- | ---- | ---- | ---- | ---- |
| 507  | 482  | 567  | 624  | 552  | 574  | 574  | 753  | 810  |

| 1856 | 1861 | 1866 | 1872 | 1876  | 1881  | 1886  | 1891  | 1896 |
| ---- | ---- | ---- | ---- | ----- | ----- | ----- | ----- | ---- |
| 798  | 883  | 951  | 958  | 1 008 | 1 053 | 1 027 | 1 016 | 984  |

| 1901 | 1906 | 1911 | 1921 | 1926 | 1931 | 1936 | 1946 | 1954 |
| ---- | ---- | ---- | ---- | ---- | ---- | ---- | ---- | ---- |
| 983  | 912  | 891  | 799  | 813  | 830  | 848  | 840  | 805  |

| 1962 | 1968 | 1975 | 1982 | 1990 | 1999 | 2006 | 2007 | 2012 |
| ---- | ---- | ---- | ---- | ---- | ---- | ---- | ---- | ---- |
| 819  | 756  | 800  | 939  | 975  | 926  | 869  | 860  | 891  |

| 2017 | 2022 | - | - | - | - | - | - | - |
| ---- | ---- | - | - | - | - | - | - | - |
| 894  | 934  | - | - | - | - | - | - | - |

Les habitants sont des Saint-Aignannais et Saint-Aignannaises.

## Culture locale et patrimoine

### Lieux et monuments

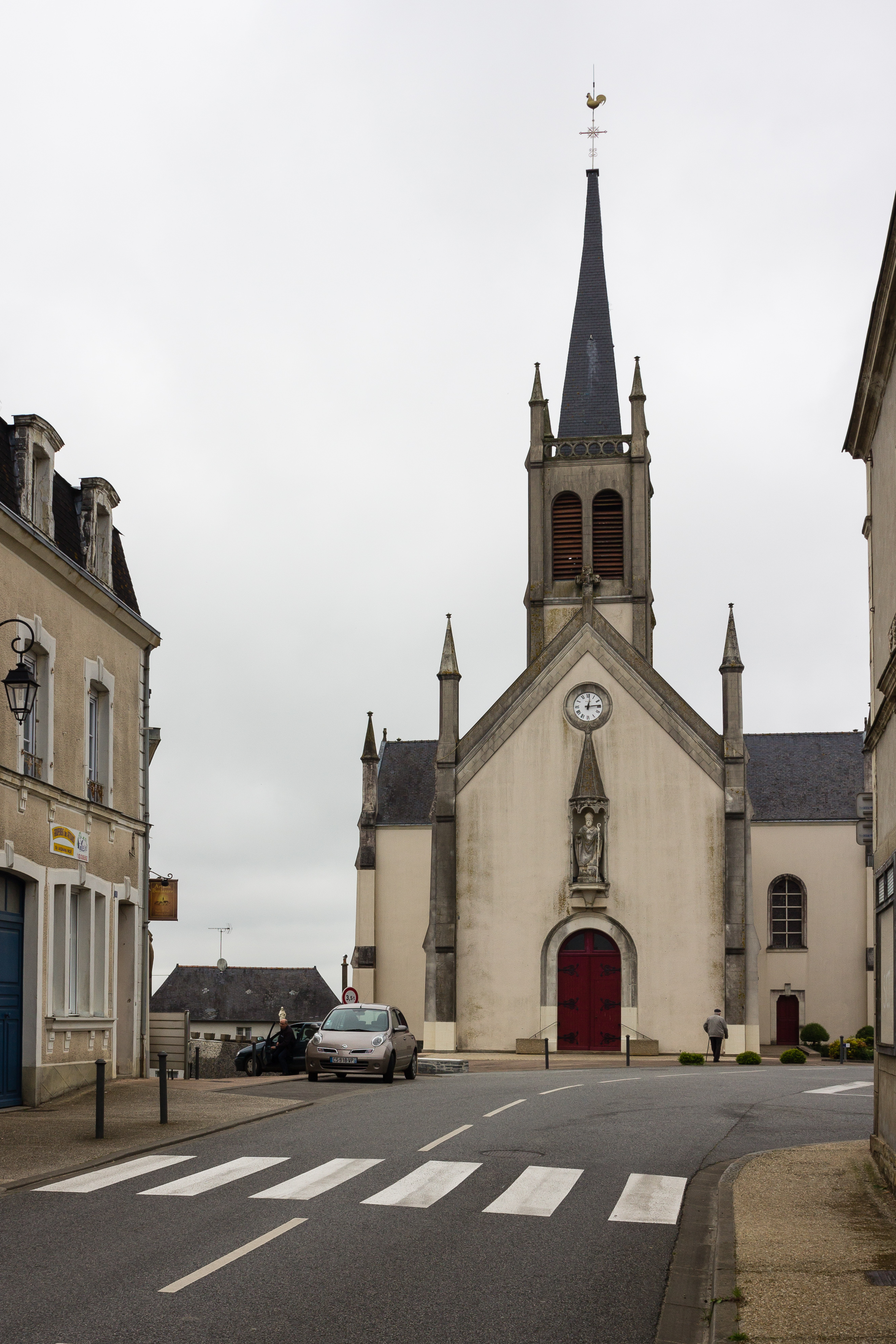
L'église Saint-Aignan.

L'église du bourg est dédiée à Aignan d'Orléans.

### Personnalités liées à la commune
- Maria Nault, en religion Mère Marie de la Croix (21 avril 1901 - 9 avril 1999 à Saint-Aignan), fondatrice en 1939, d'une première communauté des Petites Sœurs de Marie Mère du Rédempteur, à Toulouse, avec l’approbation du cardinal Jules Saliège qui accorde à la fondation, en 1954, le statut d’association de fidèles, et sous la conduite du cardinal Gabriel-Marie Garrone. En 1963, Mère Marie de la Croix ouvre une communauté à Castelnau-d'Estrétefonds (Haute Garonne). En 1965, une communauté est fondée à Saint-Aignan-sur-Roë puis en 1968 une autre à Arquenay (Mayenne) et une à Lagardelle-sur-Lèze (Haute-Garonne). En 1969, la maison-mère de Toulouse est transférée à Saint-Aignan-sur-Roë. Le 14 septembre 1989, Monseigneur Louis-Marie Billé, alors évêque de Laval, érige en « Institut de vie religieuse » la congrégation fondée par Mère Marie de la Croix[19].
- En juillet 2019, certaines sœurs mais pas toutes s'insurgent et dénoncent un abus de pouvoir, elles décident de renoncer à leurs vœux religieux[20]. La congrégation existe toujours et le siège est situé à Arquenay au sud de Laval.

### Héraldique
| Blason de Saint-Aignan-sur-Roë | Les armes de la commune de Saint-Aignan-sur-Roë se blasonnent ainsi : Écartelé, au 1er de gueules aux lettres S A d'or, initiales de Saint Aignan originellement en caractères gothiques ; au 2e d'azur à la fleur de lys d'or ; au 3e d'azur à la tierce-feuille d'argent ; au 4e de gueules à la tour d'or. La fleur de lys et la tierce-feuille sont tirées du blason d'Orléans, diocèse duquel saint Aignan d'Orléans fut évêque. La tour d'or représente celle du blason de son pays d'élection, Château-Gontier. L'écu est timbré d'une couronne murale d'or à trois tours crénelées et porté par deux branches croisées en pointe en sautoir, la première de chêne à dextre et la deuxième de laurier à senestre, chargées d'un listel d'argent au retroussis de gueules portant la devise suivante : In servicio omnium (« Au service de tous »). Le proverbe suivant entoure le blason : La sagesse crie aux portes de la ville : Humains, c'est vous que j’appelle, que votre force soit la loi de la justice. Heureux l'homme qui m'écoute. |